# Gangseo-gu (Busan)
Gangseo-gu es un distrito en el lado oeste del río Nakdong en Busan, Corea del Sur. Tiene una superficie de 179,05 kilómetros ², y una población de alrededor de 66.000; que tiene una densidad de población inferior a la del condado Gijang de Busan. Gangseo-gu era parte de Buk-gu desde su creación en 1978, hasta 1989 cuando se convirtió en una gu independiente.
Gangseo-gu gu es la más occidental de Busan y comparte una frontera común con Gimhae en su lado noroeste y Jinhae-gu, Changwon en su lado suroeste. Gangseo-gu es la cuna de la civilización Gaya. Aeropuerto Internacional de Gimhae, Templo Heungguk, Templo Myeongwol, así como el santuario de aves Eulsukdo se encuentran en Gangseo-gu.

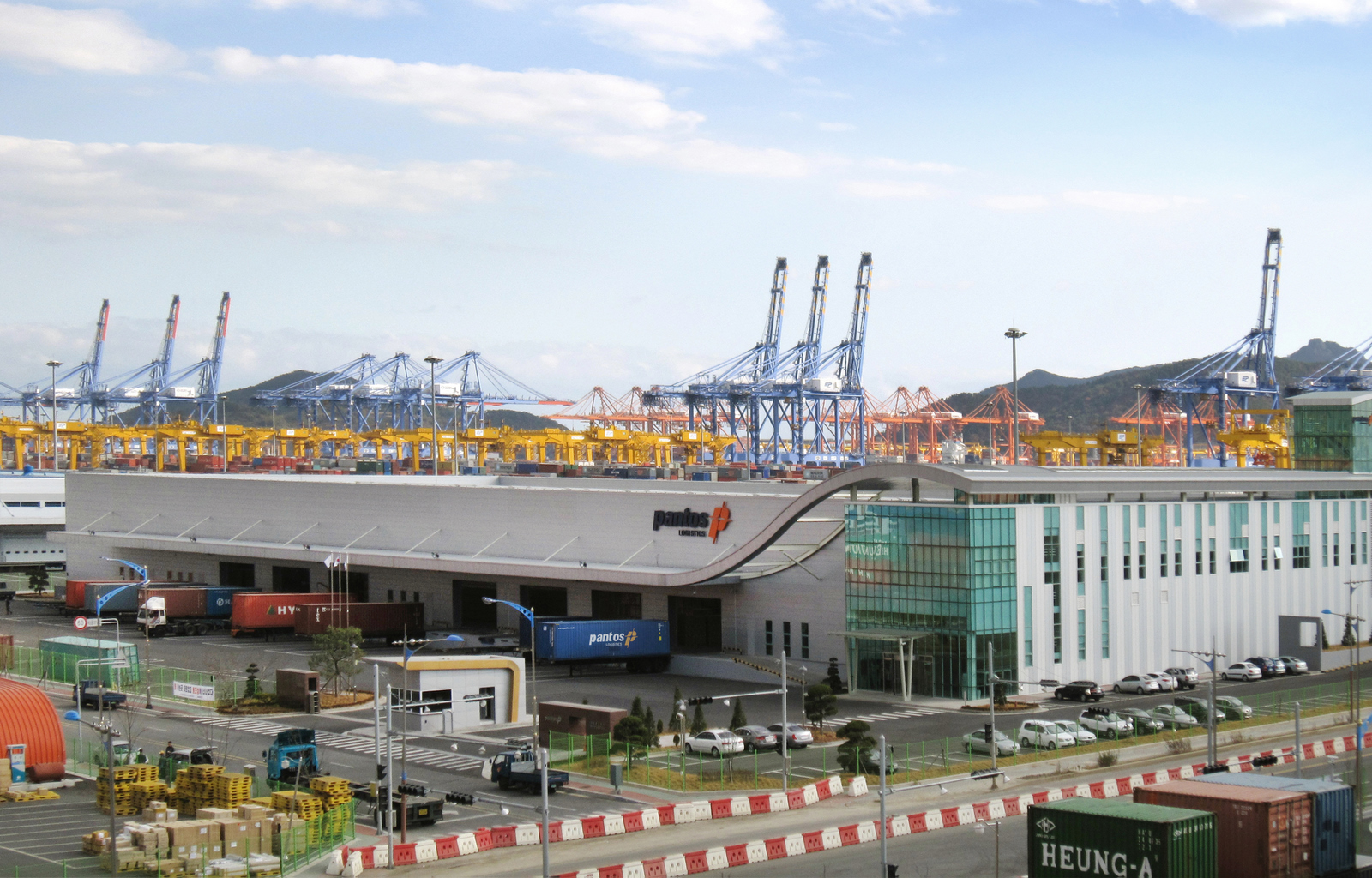
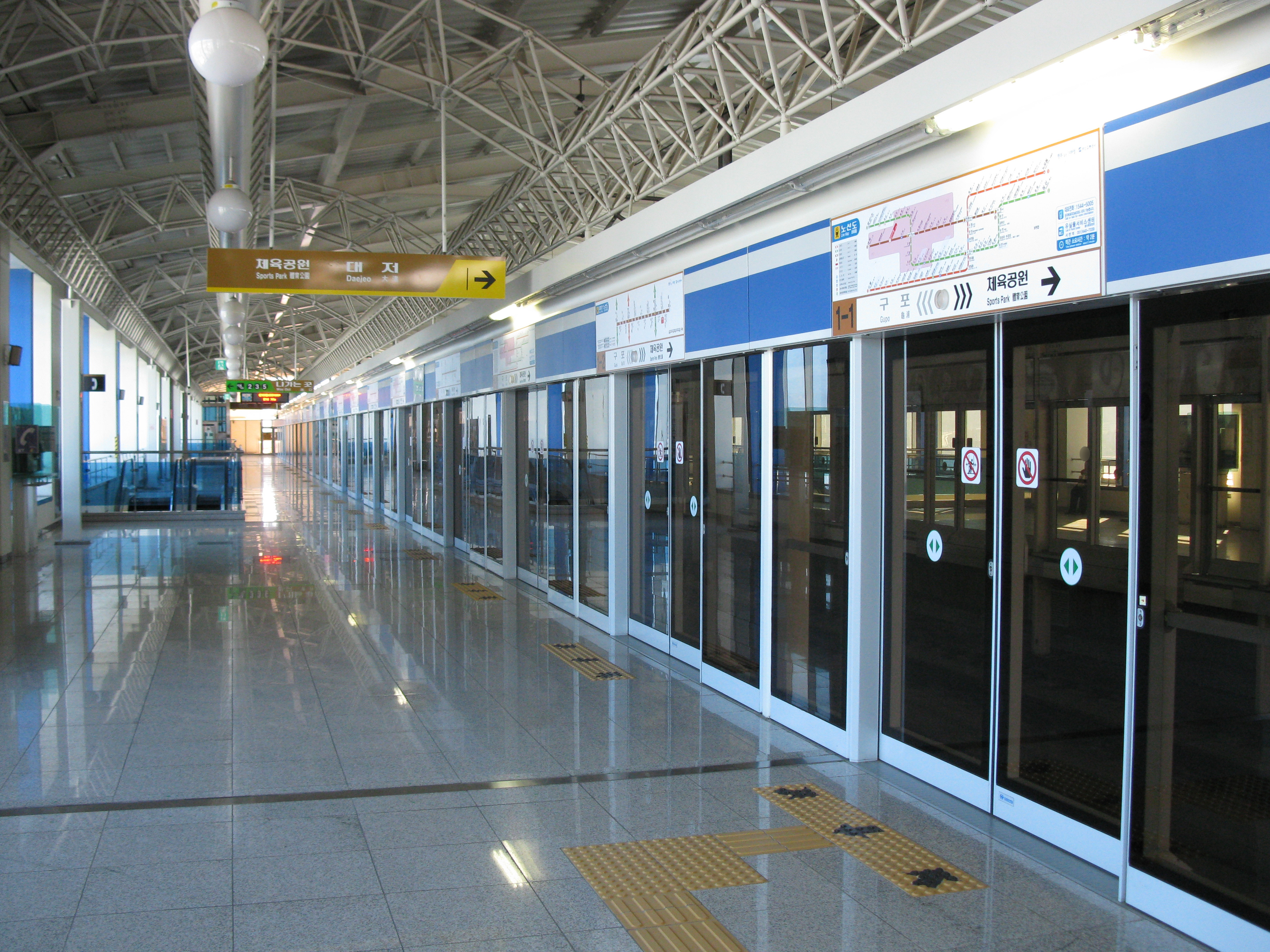
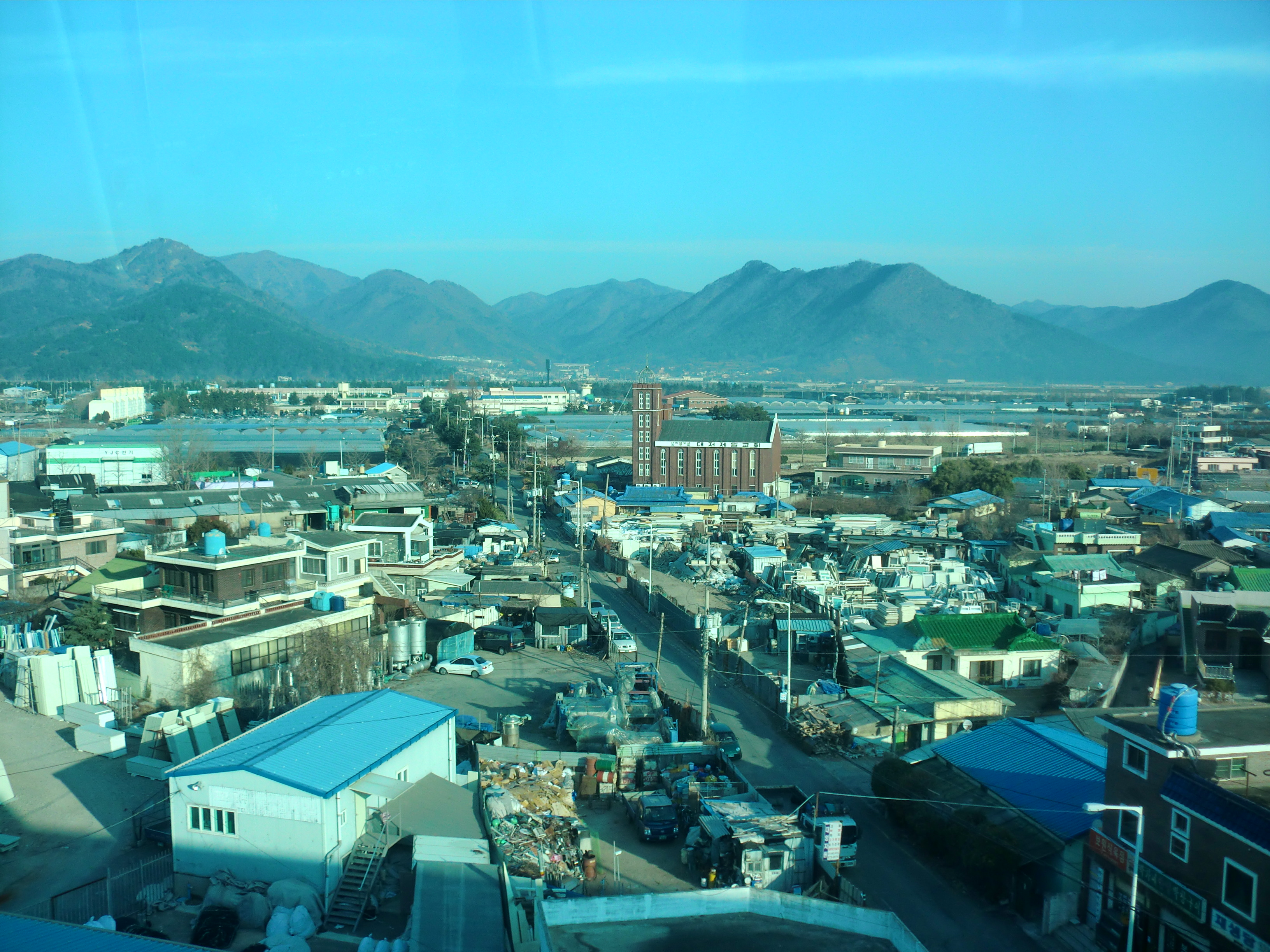

## Divisiones administrativas
- Daejeo 1-dong
- Daejeo 2-dong
- Gangdong-dong
- Myeongji-dong
- Garak-dong
  - Jukrim-dong, Bongnim-dong, Sikman-dong, Jukdong-dong
- Noksan-dong
  - Songjeong-dong, Hwajeon-dong, Noksan-dong, Saenggok-dong, Gurang-dong, Jisa-dong, Mieum-dong, Sinho-dong
- Cheonga-dong
  - Dongseon-dong, Seongbuk-dong, Nulcha-dong, Cheonseong-dong, Daehang-dong